# The Apocalypse (film, 2007)
Pour plus de détails, voir Fiche technique et Distribution.
The Apocalypse (L’Apocalypse) est un film américain réalisé par Justin Jones, sorti en 2007. Il s’agit d’un film de série B produit par The Asylum, une société spécialisée dans la production de films à faible coût pour le circuit direct-to-video.

## Synopsis
Une gigantesque météorite se dirige vers la Terre et menace d’anéantir la race humaine d’une manière similaire à l’extinction des dinosaures.
Alors que les gouvernements de la Terre commencent à mettre en place plusieurs plans pour dévier puis détruire la météorite, un couple, Jason et Ashley, recherche leur enfant disparu à Los Angeles, malgré les diverses catastrophes déclenchées par la météorite qui s’approche de la Terre. Jason et Ashley se rendent vite compte que ce n’est pas avec la technologie qu’ils pourront retrouver leur petite fille ou dévier la météorite, mais avec la foi et la religion. Ils parviennent alors à retrouver leur fille au moment où la météorite est sur le point d’entrer en collision avec la Terre. Alors qu’ils essaient de se remonter le moral en se disant qu’ils vont bientôt se revoir, la météorite est maintenant sur le point d’entrer en collision avec la Terre.

## Distribution
- Rhett Giles : Jason
- Jill Stapley : Ashley
- Kristen Quintrall : Lindsay
- Tom Nagel : Andrew
- David Shick : Don
- Shah Amol : Khalil
- Shaley Scott : Amanda
- Kelsey Higgs : Lucia
- Kim Little : Lynn
- Carissa Bodner : Audrey
- Dean N. Arevalo : Tony
- Sarah Lieving : Janis
- Roby Erica : Laura
- Leigh Scott : Nick
- Jason S. Gray : le banquier
- Monique La Barr : Cynthia
- Troy Thomas : Q.
- Michael Tower : Dr Reed
- Kurt Altschwager : Travis
- Kyline Stephens : Petite amie
- Justin Jones : Leo
- David Rimawi : le Président des États-Unis
- Bali Bock : Tom Houston / Charlie
- Brett Bach : le docteur Kobashi
- Daniella Southgate : Nina

## Production
Le film a été produit par The Asylum and Faith Films et tourné à Los Angeles, en Californie, en 2007 avec un budget estimé à un million de dollars. La réalisatrice Justin Jones dirigera une fois de plus Rhett Giles et Kristen Quintrall dans le film Quantum Apocalypse de 2010, une autre production apocalyptique.

## Sortie
Le film est sorti en vidéo à la demande uniquement. Certaines des versions internationales ont été :
- 22 mai 2007 aux États-Unis (The Apocalypse)
- 2 juillet 2008 au Japon
- 3 décembre 2008 en Croatie (Apokalipsa)
- en Espagne (Trou noir - Destrucción de la tierra)
- en Grèce (I apokalypsi)
- en Hongrie (Vigyázat, világvége!)

## Promotion
Le slogan du film est : « Aujourd’hui, le Ciel et la Terre entrent en collision. »

## Accueil

### Réception critique
Selon MYmovies le film est « décevant » alors que les effets spéciaux sont « prévisibles » car l’histoire appartient à un volet du genre catastrophe, celui de l’impact d’une météorite sur Terre, déjà exploité plusieurs fois même avec des thèmes religieux et apocalyptiques, comme le fait L’Apocalypse de Justin Jones.